# .425 Westley Richards
El .425 Westley Richards es una de los calibres clásicos africanas de caza mayor. Fue creado en 1909 para ser usado en rifles de cerrojo por Leslie Bown Taylor de Westley Richards, empresa dedicada a la fabricación de armas de Birmingham, Inglaterra.
Antes de 1912, Rigby era representante de Mauser en el Reino Unido, logrando convencer a Oberndorf para que desarrollara y produjera mecanismos Magnum especiales para ellos, otras compañías británicas que querían competir con sus rifles de caza .400/350 Nitro Express Big Five Game tuvieron que improvisar y usar cajones de mecanismo Gewehr 98 de longitud estándar, que solo permiten que entren cartuchos de aproximadamente 84 mm en el cargador (una ventaja adicional era tener un cerrojo más corto).
El calibre fue e primero en Gran Bretaña (y la primera importante en el mundo ) en tener un borde rebajado, uno que tiene un diámetro más pequeño que el cuerpo del casquillo, un invento que Taylor patentó en 1908 y que permitió que se usara en rifles G98 recamaradosdos con caras de cerrojo estándar y que no se debilitaran al ensancharse.
Sin embargo, complicó el diseño del cargador: cuando el cartucho se empuja hacia adelante y la bala sube por la rampa de alimentación, el borde de menor diámetro se sumerge y tiende a deslizarse debajo de la cara del cerrojo (especialmente en ausencia de medidas especiales para garantizar una alimentación confiable), lo que puede causar un atasco grave. Para resolver este problema, Taylor desarrolló (y patentó en 1909  ) un cargador patentado de una sola fila, similar al Mauser belga, que se extendía de manera similar por debajo de la culata. Sin embargo, muchos rifles fueron y son producidos con cargador estándar de doble fila tipo G98, que funciona bastante bien siempre que el resorte permanezca lo suficientemente fuerte.
El borde reembolsado también permite a los oficiales de caza del gobierno y a los cazadores autorizados usar clips de pelado estándar para recargas rápidas al sacrificar animales rebeldes.